# Ann Måwe
Ann Margareta Måwe, född 3 juli 1971 i Ålidhems församling i Västerbotten, är en svensk diplomat. Hon var Sveriges ambassadör i Hanoi i Vietnam mellan 2019 och 2024. Tidigare har hon tjänstgjort bland annat vid Sveriges generalkonsulat i Jerusalem och vid representationen i New York.
Ann Måwe är gift med den svenska politikern Jonas Sjöstedt och är avlägsen släkting till pianisten Henrik Måwe, gift med den kristdemokratiska politikern Alice Teodorescu Måwe.